# Sigmophora brevicornis
Sigmophora brevicornis är en stekelart som först beskrevs av Georg Wolfgang Franz Panzer 1804.  Sigmophora brevicornis ingår i släktet Sigmophora och familjen finglanssteklar. Arten är reproducerande i Sverige. Inga underarter finns listade i Catalogue of Life.